# كوزينا (سلسلة حلويات)
كوزينا هي سلسلة حلويات تأسست عام 2010. يقع مقرها الرئيسي في نوفوسيبيرسك، روسيا. تبيع الشركة المعجنات والسندويشات والقهوة. يوجد أكبر عدد من المتاجر في نوفوسيبيرسك، وهناك أيضًا متاجر في بارناول وموسكو ومينيسوتا.

## تاريخ
تأسست الشركة في عام 2003 من قبل رجل الأعمال الروسي الأمريكي إريك شوجرن وإيفجينيا جولوفكوفا. في البداية، افتتح المطعم في نوفوسيبيرسك تحت العلامة التجارية كوزينا، ولكن في عام 2008، خلال فترة الركود العظيم، توقفت سلسلة المقاصف عن العمل.
افتتح أول محل حلويات في نوفوسيبيرسك تحت العلامة التجارية كوزينا في 2010. لقد تغير التصميم بشكل كبير: بدأ اللون الأسود يسيطر على الزخرفة وما إلى ذلك.
افتتحت الشركة محل حلويات واحد في بارناول في 2013. في عام 2015، افتتحت كوزينا أول محل حلويات في موسكو بالقرب من محطة مترو المطار. اشترى إريك شوجرن متجر بيكر زوجة للحلويات بالقرب من منيابولس في عام 2016. احتل كوزينا مبنى زوجة بيكر السابقة في عام 2017. كما أنه اشترى للتو مخبز ووليت في منيابولس في سبتمبر 2019

## المواقع

### روسيا
- نوفوسيبيرسك - 29
- موسكو - 7
- بارناول - 1

### الولايات المتحدة
- مينيسوتا (بالقرب من منيابولس) - 1

## روابط خارجية
- «России всё меняется быстрее - поразительно». НГС. НОВОСТИ.